# 杨绛
杨绛（1911年7月17日—2016年5月25日），本名杨季康，小名阿季，女，祖籍江苏无锡，生于北京，作家、翻译家。其丈夫为钱锺书。

## 生平

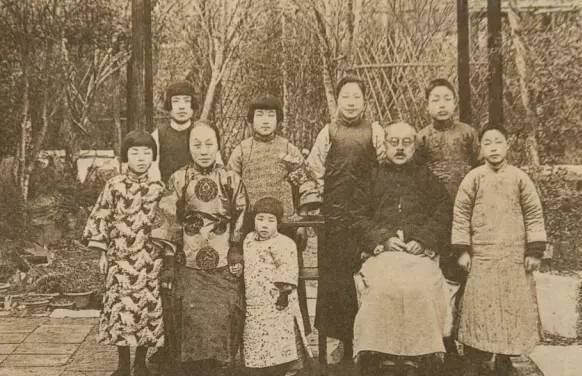
1927年，杨绛全家福，摄于苏州庙堂巷老宅的一张全家福。七妹杨桼、八妹杨必站在母亲两旁，小弟保俶站在父亲身边。后排左起为三姐闰康、杨绛、大姐寿康和大弟宝昌。

### 家世
杨绛本名杨季康，小名阿季，行四。祖籍江苏无锡。1911年7月17日出生于北京。她在家里排行第四，故名“季康”。她的剧本儿上演时署笔名儿“杨绛”。父亲杨荫杭(1878–1945)，毕业于北洋大学堂、上海南洋公学、早稻田大学和宾夕法尼亚大学，是一名法学家。:2-5母亲唐须荌(1878–1937)，毕业于上海务本女子中学，和杨绛的三姑母杨荫榆以及章太炎夫人汤国梨是同学。:6-71898年，她和杨绛父亲杨荫杭结婚。杨绛父亲杨荫杭有兄弟姐妹6人，大姑母出嫁不久因肺病去世；大伯父在武备学校读书时因试炮失事而炸死；二姑母杨荫枌；三姑母杨荫榆是近代教育家，曾担任北京女子高等师范学校学监和北京女子师范大学校长，“三一八惨案”时，杨荫榆站错立场(什麼意思？)而遭到鲁迅在《华盖集》中痛骂“从此打落下水，成了一条‘落水狗’”，后来在大日本帝国陆军侵占苏州时因骂敌而罹难；三叔叔留美回国后因肺病去世。:7杨绛出生时，上面已经有杨寿康、杨同康、杨闰康三个姐姐，所以排行第四。:8
杨绛出生后不久，辛亥革命爆发，结束了中国几千年来的封建帝制制度，而后中华民国建立。:81912年，杨荫杭出任江苏省高等审判厅厅长，由于本省人必须回避本省官职，调任他担当浙江省高等审判厅厅长。:8杨荫杭坚持司法独立，得罪了浙江省省长屈映光，屈映光在袁世凯面前诬告杨荫杭“此人顽固不灵，难与共事”，当时袁世凯的机要秘书张一麟是杨荫杭在北洋大学堂的同学，他在袁世凯面前说好话，袁世凯批了“此是好人”四字，杨荫杭就奉调到北京任职。:8

### 读书岁月

#### 小学
杨绛5岁开始发蒙，在北京女子高等师范学校附属小学读书，他的三姑母杨荫榆当时就在那工作。:8杨绛在学校扎着牛角辫子，经常和高年级学生荡秋千。:9当时，杨荫杭先后出任京师高等审判厅厅长、京师高等审判厅检察长、司法部参事等职务。:9张勋复辟时，全家没有来得及逃离北京，就在一位英国朋友家躲避了数日。:91916年5月，交通部总长许世英因受贿被捕，检察长杨荫杭不准他保释，但是国务会议认为许世英没有犯罪证据而宣告无罪，并且追究杨荫杭的责任。1919年，杨荫杭辞职南归，没等照准就带着家人回老家无锡，当时杨绛读小学三年级。:9-10
杨绛的父母在无锡沙巷预先租下房子，这时杨绛二姐杨同康因感染伤寒病亡。:10杨家也有了两个弟弟和一个妹妹。:10沙巷口有一座大王庙小学，以前是一座庙宇，学校有一名校长和一位姓孙的老师，孙老师是光头，同学背后都称他“孙光头”。:11-12杨绛在大王庙小学读了半学期。:13不久，杨荫杭感染伤寒卧病在床，唐须荌请了中医华实甫开了一个药方，杨荫杭死里逃生，活了过来。:13
1920年，杨绛随父母移居上海，杨绛和她大姐三姐一起在教会学校上海启明女校（现上海市第四中学）读书，寄宿在校，这时，唐须荌生下杨绛最小的妹妹杨必。:14此时，杨荫杭在上海申报馆担任主笔。:16杨荫杭嫌上海鱼龙混杂，就在苏州买了一处老宅子“安徐堂”。:18

#### 中学
12岁时，杨绛入学振华女校（现苏州市第十中学），16岁时进入振华女中。:21杨绛在振华女中读书时，校长是留美博士王季玉，杨绛的同学有费孝通。:23当时北伐战争正在进行，学生运动很多，杨绛却不感兴趣。:211928年，杨绛是苏州振华女中的本年度毕业生，也是苏州十全街旧校址上老振华女校毕业的最后一届学生。

#### 大学
1928年，杨绛17岁，她一心要报考清华大学外文系。清华招收女生，但南方没有名额，杨绛只得转投苏州东吴大学。:28杨绛在征求杨荫杭的意见后，读了法预科，后来改入文理学院政治系，她也是学校女子排球队的一员，曾经得到过一分。:29-30翻译家朱雯是杨绛的大学同学。:311930年，杨绛以“含真”笔名在《东吴校刊》上发表了一篇文章《倒影》，这是杨绛最早的作品之一。:31东吴大学是一所教会大学，很重视外语，杨绛在这里阅读了大量的原版政法书和文学书，外语水平日益长进。:31大三时，振华女中校长为杨绛申请了美国维斯理学院的奖学金，杨绛不想出国读政治，一心想考取清华大学研究院读文学。:32
1932年在苏州东吴大学毕业，之後考取清华研究院做外国语研究生，当时外国语文学部有10余名教授：王文显、吴宓、朱传霖、陈福田、黄中定、黄学勤、张杰民、楼光来、温德（R. Winter）、吴可读（A. L. Pollard）、施美士（E. K. Smith）、毕莲（A. M. Bille）、翟梦生（R. D. Jameson）、谭唐（G. H. Danton）、谭唐夫人（A. P. Danton），王文显是主任。:33杨绛还选修了中文系的写作课，授课的是朱自清。:361933年，《大公报·文艺副刊》刊登了杨绛文章《收脚印》，翌年，朱自清又推荐发表了杨绛的《璐璐，不用愁！》。:37-38
1932年春天，杨绛和钱锺书在清华大学认识。:401933年夏天，杨绛考上清华大学外文系研究生，同班同学有季羡林。:411933年秋季，钱锺书从清华大学毕业后回到无锡老家，告知父亲钱基博自己和杨绛恋爱的事。:43杨绛也把自己恋爱的事告诉了自己父母。:43钱基博带钱锺书去杨绛家正式求亲，请出两家都熟识的亲友作为媒人，在苏州一家饭店摆酒宴请两家亲朋好友，钱锺书的族人钱穆也在座。:43订婚之后，钱锺书到上海私立光华大学任外文系讲师兼国文系教员，杨绛则回北京念研究生。:43杨绛同钱穆一同北上，在火车上，钱穆说：“只看你行李简单，可见你能抉择”。:44杨绛在座研究生时，叶公超请杨绛到家里吃饭，有一次拿了一篇《共产主义是不可避免的吗？》政论给杨绛翻译，杨绛翻译之后，叶公超把它刊登在《新月》上，这是杨绛第一次翻译发表作品。:48

### 结婚
1935年4月，钱锺书以87.95分考取庚子赔款公费留学英国，他把消息告诉杨绛，杨绛决定先把婚事办理了。:48-497月13日，杨绛和钱锺书分别在苏州庙堂巷和无锡七尺场举行婚礼。:50唐文治、陈梦家、赵萝蕤参加了男方家在无锡的婚礼。:51

### 负笈英法
杨绛钱锺书婚后，在苏州乘坐远洋轮的二等舱去英国，同船旅客有一位身材曼妙的南洋姑娘，她后来成为钱锺书《围城》中“鲍小姐”的原型。:54钱锺书的堂弟钱锺韩、钱锺纬带领他们参观了大英博物馆。:55钱锺书入读牛津大学埃克塞特学院，攻读文学学士学位。杨绛则在这里旁听和阅读，两人经常在博德利图书馆（钱锺书称之为“饱蠹楼”）阅读。:57当时的中国同学有俞大缜、俞大絪、向达、杨人楩、杨宪益等。:611936年，国民政府发电报派钱锺书到瑞士日内瓦参加“世界青年大会”，在巴黎时，中国共产党党员王海经请他们吃中国馆子，他请杨绛担任中国共产党代表。:65他们和陶行知一同坐夜车去日内瓦。:65当时他们的老同学盛澄华在巴黎大学读书，杨绛钱锺书返回牛津大学前，托盛澄华为他们代办了巴黎大学的入学手续。:66
返回牛津大学后，杨绛怀孕了。原本他们认为会生一个“加冕日娃娃”，当年5月12日是乔治六世加冕大典，但是她女儿钱瑗（1937-1997）到19日才出生，钱媛初名健汝，小名阿圆。:70-71大概是钱媛出生100天之后，他们从英国渡海到法国，入读巴黎大学，他们经常来往的同学有林黎光、李伟、吕叔湘、王礼锡、罗大冈、王辛迪、徐訏、盛澄华等。:761937年卢沟桥事变之后的秋季，杨绛父母带着大姐、小妹和两个姑母逃到苏州郊外的香山，暂住在杨荫杭曾辩护过的当事人家，杨绛母亲唐须荌得了恶性疟疾，在香山沦陷前溘然去世。:83之后不得已又逃回苏州老家，这时苏州已经是尸体遍野，日军在每天黄昏吹号归队之后就开始挨家挨户找“花姑娘”，杨绛的姐姐妹妹都剃了光头改成男装，杨荫杭会日语，每次日军来他在门口应付，姐姐妹妹都躲在柴堆里。:831938年1月1日，两个日本兵把杨荫榆骗出门，在一座桥顶上，一个士兵开了一枪，另一个把杨荫榆抛入河中，看到杨荫榆还在游泳，接着又连发几枪，杀害了杨荫榆。:84此时，钱锺书的父亲在浙江大学教书，他的母亲、弟弟妹妹随着叔父逃难到上海法国租界。:848月，他们和许多留法华人一样关心国内局势，面对国破家亡而寝食难安，因此中断学业，乘船回国。:80-84

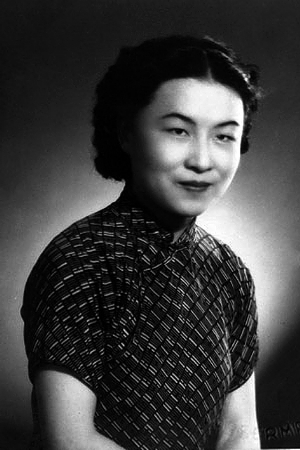
1941年的杨绛，当时她正在上海创作剧本。

### 上海孤岛岁月
1938年9月，杨绛钱锺书钱媛乘坐法国邮船阿多士2号到英属香港，同船的有诗人冒效鲁，钱锺书乘船到越南，坐火车从滇越铁路到昆明的西南联合大学教书，杨绛则带着钱媛回上海。:8-86当时上海已经成孤岛，只有上海公共租界和法租界未被日军占领，但处于日军四面包围之中。1939年秋季，杨绛父亲带着杨绛姐妹和弟弟一起回苏州安葬母亲。:89杨绛回上海后不久，振华女校校长王季玉就邀请她担任振华女校上海分校校长。:91这年钱锺书去了湖南省蓝田县国立师范学院教书。:921941年夏天，钱锺书辞职回上海，准备再回西南联大，却杳无音信，杨绛父亲杨荫杭把自己在震旦女子文理学院授课的钟点让给了钱锺书，这样杨绛家生活才有了着落。:1011942年春季，震旦女子文理学院聘请钱锺书为教授，一直到中国抗日战争胜利，杨绛小妹杨必曾是钱锺书的学生。:101上海全部沦陷后，振华女校分校被迫解散，杨绛当起了家庭教师，又在小学代课，业余时间写作话剧。:103杨绛全家都住在辣斐德路钱家，一住就是8年。:103杨绛每天乘坐电车去法租界和公共租界之间的学校教书，电车途径黄浦江大桥，日军在上面把守，每次日军上电车检查，乘客都要起立，一次，杨绛站起来慢了些，日本兵走到杨绛面前，用食指在她下巴下猛的一抬，杨绛顿时大怒，“岂有此理！”，日本兵与杨绛对视一会儿之后才离去，从此杨绛情愿步行再也不坐电车了。:103-104不久，这所学校遭到日军接管，杨绛不再去上课，钱锺书发愿说：“从今以后，咱们只有死别，不再生离。”:104
1942年冬季的一天晚上，陈麟瑞请钱锺书杨绛上馆子吃烤羊肉，李健吾也在座，这让杨绛想起了《云彩霞》的蒙古王子和《晚宴》的蒙古王爷，陈麟瑞和李健吾就怂恿杨绛“何不来一个剧本？”:106杨绛利用课余时间写作了《称心如意》，拿给陈麟瑞和李健吾看，数日之后，黄佐临导演，李健吾出演的《称心如意》在1943年春季公演，这部喜剧一鸣惊人，取得阵阵喝彩。:1081943年10月，杨绛创作了《弄真成假》、《游戏人间》及悲剧《风絮》，1945年夏衍看了之后为之赞不绝口：“你们都捧钱锺书，我却要捧杨绛！”1944年早春，杨绛父亲带着家人以及钱媛回到苏州老家，翌年3月底他就在苏州中风去世。:1141944年4月的一天上午，钱锺书去上课了，日本宪兵来到杨绛家询问姓钱的在哪里，杨绛收起《谈艺录》，然后虚与委蛇把他们打发走，第二天还去日本宪兵司令部接受审问，但是她没有受到李健吾、柯灵那样的酷刑。:118

### 国共内战时期
中国抗日战争胜利之后，钱锺书辞去震旦女子文理学院的几小时的课，出任中央图书馆英文总纂，编辑《书林季刊》，后来又兼任暨南大学教授、英国文化委员会顾问；杨绛则受聘震旦女子文理学院外文系教授。:130-1331945年12月17日下午，杨绛和钱锺书一起参加了中华全国文艺协会上海分会的成立大会，期间，他们会见了胡适。:1221949年，杨绛和钱锺书没有去台湾，选择留在大陆，她在《我们仨》中说：“郑振铎、吴晗同志，都曾劝我们安心等待解放，共产党是重视知识分子的。但我们也明白，对国家有用的是科学家，我们却是没用的知识分子。 我们如要逃跑，不是无路可走。可是一个人在紧要关头，决定他何去何从的，也许总是他最基本的感情。我们从来不唱爱国调。非但不唱，还不爱听。但我们不愿逃跑，只是不愿去父母之邦，撇不开自家人。我国是国耻重重的弱国，跑出去仰人鼻息，做二等公民，我们不愿意。我们是文化人，爱祖国的文化，爱祖国的文学，爱祖国的语言。一句话，我们是倔强的中国老百姓，不愿做外国人。我们并不敢为自己乐观，可是我们安静地留在上海，等待解放。”:134

### 定居北京

#### 知识分子思想改造运动
1949年5月，上海解放。杨绛和钱锺书接到清华大学外文系的聘函。8月24日，他们登上火车，26日到达清华大学。:137当时清华大学的接管、恢复和改造正在进行，中共中央委托吴晗、钱俊瑞接管清华北大，学校经常召开各种各样的会议，杨绛以“散工”为由从不去参加，他们夫妇对为什么现在会议特别多、学生们为什么对文学没有兴趣感到纳闷，原因是中共中央丝毫也没有放松对意识形态领域的改造。:1381950年8月，时任政务院出版总署国际新闻局局长的乔冠华来清华大学把钱锺书调入毛选英译委员会，钱锺书只周末回学校指导研究生，钱锺书对杨绛说：“他（乔冠华）以为我要做‘南书房行走’了。这件事不是好做的，不求有功，但求无过。”:142这时杨绛翻译出版了西方文学史上第一部流浪汉小说《小癞子》，是根据法文版本转译的。:1451951年11月，毛选英译室组建，徐永煐是主任。:1421951年，中共中央有组织有计划地在全国知识分子中开展一个学习和改造思想的运动，即“知识分子思想改造运动”，9月29日下午，周恩来在京津高校教师学习会上向3000余名教师作了题为《关于知识分子的改造》的报告，同时期，“反贪污、反浪费、反官僚主义”的“三反”运动在全国范围开始。这思想改造运动有三个阶段，即思想动员阶段、酝酿讨论阶段和声讨控诉阶段。:147-149杨绛班上的一名女生在清华大学大礼堂声讨控诉会上当着3000余师生嚷道：“杨季康先生上课不讲工人，专谈恋爱。杨季康先生教导我们，恋爱应当吃不下饭，睡不着觉。杨季康先生教导我们，见了情人，应当脸发白，腿发软。杨季康先生甚至于教导我们，结了婚的女人也应当谈恋爱。”:151杨绛木然默坐，晚上思绪万千：“假如我是一个娇嫩的女人，我还有什么脸见人呢？我只好关门上吊啊！季布壮士，受辱而不羞，因为‘欲有所用其未足也’。我并没有这等大志。我只是火气旺盛，像个鼓鼓的皮球，没法按下凹处来承受这份侮辱，心上也感不到丝毫惭愧。”:151不久之后，《人民日报》报道了清华大学对资产阶级腐朽思想控诉大会的消息，还点了杨绛的名，说“某某先生上课专谈恋爱。”:152并不是所有知识分子都像杨绛那样富有韧劲，当时清华大学化工系教授高崇熙因不堪受辱服了氰酸自杀。:153这些对知识分子的围猎越来越烈，知识分子的祭坛开始“升帐”，杨绛的长篇小说《洗澡》写的就是这段心酸往事，30年后她又写了沉痛的《‘吾先生’——旧事拾零》。:1561952年，教育部在全国范围进行高校院系调整，1953年初，杨绛、钱锺书被调整到北京大学文学研究所，由教师转为研究员，不久，郑振铎把钱锺书借调到中国古代文学研究组，从此一借不再动，他们的寓所从清华园迁移至中关园，他们从陶渊明的《归去来兮辞》“审容膝之易安”句子给自己的书斋命名为“容安室”，杨绛还在宿舍门前种了五棵柳树。:1591955年5月1日，杨绛去天安门广场观礼，广大工农学生群众觉得热闹非凡，她觉得茫然。:163在此前后，杨绛开始翻译法国小说家阿兰-勒内·勒萨日的《吉尔·布拉斯》，该书1956年出版，原本该书是现实主义小说，受到过卡尔·马克思的赞赏，但是还是受到了极左分子的批判。:1651956年，文学所召开了划归中国科学院哲学社会学科部第一次全体学术讨论会，会上就何其芳《论阿Q》一文展开热烈的讨论，杨绛钱锺书在会上说了一些“不合时宜”的话，导致了日后两人遭受批判。:167

#### 整风运动和反右派斗争
1957年4月27日，中共中央发出《关于整风运动的指示》，规定了整风运动的目的、内容、方针和方法。:171在大鸣大放期间，吴晗、萧乾、浦熙修、姚芳等人动员杨绛钱锺书“鸣放”，但是他们一言不发，杨绛对钱锺书说：“饭少出去吃，话少讲，我们不愿随波逐流。”:171在大鸣大放中，一些人平时对中国共产党唯命是从，在“鸣放”中却把中国共产党说得一无是处。:171反右派斗争开始后，动员杨绛、钱锺书大鸣大放的人都成了“右派”，杨绛钱锺书却逃过一劫，冯锺璞曾问杨绛为什么有先见之明，杨绛回复“我毫无先见之明，只是不喜欢跟着起哄而已。”:171

#### 拔资产阶级白旗运动
1956年钱锺书完成《宋诗选注》，1958年出版，但是在拔资产阶级白旗运动中，这部书和杨绛的几篇有关外国文学的论文都是“白旗”，郑振铎原本是“大白旗”，但是因公遇难就不再“拔”了。:1681958年钱锺书参加毛选英译版定稿工作，日本汉学家吉川幸次郎和小川环树等对《宋诗选注》推崇备至，也不“拔”了，只“拔”杨绛，杨绛暗下决心，再也不写文章，遁入翻译，钱锺书笑她“借尸还魂”，而杨绛回答“借此‘遁身’而已”。:168杨绛、钱锺书在所里的批判会上，缄口不言，用沉默以示抗议，由于两人人缘较好，所受到的批判还不是最重的。:172

#### 大跃进
1958年10月，文学所分批派人下乡去接受社会主义教育，改造自我，地点是北京市郊区。:172杨绛是第一批，女儿钱媛已经下厂炼钢，钱锺书比她晚一个月。杨绛等人有时在晒谷场砸玉米棒，有时推独轮车搬运田地里的秸秆、干草、萝卜缨子，他们住在村里空屋的冷坑上，吃饭在农民食堂搭伙，吃的是稀粥、玉米面做的窝窝头，这些食物导致杨绛经常闹肚子，由于当时农村的厕所是一个大缸，晚上没有电灯容易使人掉落缸里，晚上她学猫一样，用碎瓦片跑一个坑，权当厕所。:173-175在农村，一位大妈对杨绛说：“真要感谢毛主席他老人家！没有毛主席，你们会到我们这种地方来吗？！”:175杨绛原本下乡3个月，后缩短为2个月，杨绛回城得到的评价是“和老乡们‘打成一片’。”:176
1959年，杨绛为妹妹杨必翻译的《名利场》写了“论萨克雷《名利场》”（原题“萨克雷《名利场》序”），刊登在《文学遗产》1959年3月第3期上，却被扣上“真实论”“资产阶级人性论”的罪名。:179根据文学所领导、中宣部副长林默涵的要求，杨绛开始翻译西班牙作家塞万提斯的《堂吉诃德》。:1801958年冬天，47岁的杨绛决定“偷空自学西班牙语”，从西班牙语原文翻译《堂吉诃德》。她无师自通，坚持不懈地完成了这项艰巨的翻译工作。1961年杨绛开始翻译，1966年已经完成四分之三，由于文化大革命中断，但是书稿未完全翻译就历尽磨难，“黑稿子”在“文革”中“被没收、丢弃在废纸堆里”，“九死一生”，才总算逃过文革劫难。:1801963年，杨绛到上海市探望生病的妹妹杨必，顺便拜访了挚友傅雷、朱梅馥夫妇，这是杨绛与傅雷夫妇最后一次见面，1966年9月，文化大革命风暴骤起，傅雷夫妇便饮恨而逝。:181

#### 文化大革命
1966年，在毛泽东的亲自发动和领导下，无产阶级文化大革命的风暴以遮天蔽日之势席卷中国大陆。:1848月1日，毛泽东主持召开中共八届十一中全会，讨论和通过了《关于无产阶级文化大革命的决定》（史称《十六条》），决定中说：“在当前，我们的目的是斗垮资本主义道路的当权派，批判资产阶级的反动权威”，“要充分运用大字报、大辩论这些形式进行大鸣大放……揭露一切牛鬼蛇神”，“要敢字当头……不要怕出乱子”，“不要那样文质彬彬，那样温良恭俭让”。:1848月9日，杨绛就被揪出来了，一同被揪出来的有李健吾、卞之琳、罗念生、邹荻帆，8月12日，钱锺书也被揪出来了。:185革命群众公布他们今后的待遇：不发工资，存款全部冻结，每月发生活费若干元；每天上班后，身上挂牌，牌上写姓名、身份和群众审定的罪状；组成劳动队伍，由“监管小组”监管，此外还有不准吃糖果，不准喝牛奶，不准吃鱼肉蛋禽，不准撑遮阳伞，不准穿皮鞋。:185批斗的地方是一个大席棚，红卫兵把各所“牛鬼蛇神”召集到大席棚，戴上用报纸做成的尖顶高帽，帽子上写着“黑帮”、“国民党特务”、“苏修特务”、“反动学术权威”、“资产阶级学术权威”等，不一而足，杨绛和钱锺书都是“资产阶级学术权威”。:186一次，红卫兵递给杨绛一个槌子和一面铜锣，下令杨绛敲锣自报罪名，杨绛狠狠地敲打了几下，台下闹成一片，造反派要驱使杨绛到学部大院去游街，他们给杨绛脖子上挂上污水浸霉发黑的木板，戴着高帽，提着铜锣，走几步就敲锣，叫喊一声“我是资产阶级知识分子”！:187这一天，杨绛一反常态，大声叫喊，抗议对自己和钱锺书等知识分子的种种侮辱，表现了中国传统知识分子的铮铮傲骨。:187红卫兵把杨绛驱到大会议室，命令他们屈辱地低着头，杨绛却拒绝服从，满面怒容昂着头，她怒不可遏跺着脚大喊：“就是不符合事实！就是不符合事实！……”:188有一次，文学所所长何其芳等“黑帮”在北京吉祥大戏院的大舞台挨斗，杨绛钱锺书在台下陪斗，那天杨绛困倦，低着头打起了瞌睡，红卫兵突然大喝一声：“杨季康，你再打瞌睡就揪你上台！”，之后就被喊上台挨批斗。:189一次，杨绛的头发被剪去一截，钱锺书的背上被抹上唾沫、鼻涕和浆糊，红卫兵命令他们脱去鞋袜，大家弯着腰，后面的人扶着前面的人的背，绕着院子的花栏跑圈子，谁停步不前或者直起腰就要挨鞭子。:189一次，红卫兵命令杨绛打扫院子的垃圾，一个大姑娘用杨柳枝做的鞭子抽打杨绛，杨绛认识她，对她说：“你爸爸也是我们一样的人”，她立起一对眼珠子，“他和你们不一样！”，因为他已经投靠了中国共产党权贵阶层。:190
一天，钱锺书回家，头已经给人剃成纵横两道，出现一个“十”字，杨绛给他修改成“和尚头”。:1901966年8月27日早上，杨绛的《堂吉诃德》稿子遭到没收，晚上，她被剃成“阴阳头”。:191
当天晚上，她拿钱媛几年前剪下的两条大辫子和钱锺书的压发帽做底，连夜制作了一顶“假发”。:192第二天她去乘坐公交车，售票员对她大喝一声：“哼！你这黑帮！你也上车？”从此一年之内，杨绛不敢乘车，全靠两条腿走路。:192杨绛被安排去扫厕所，杨绛爱卫生，在打扫厕所时，她把厕所打扫得干干净净，物品摆放整齐，而且通风透气。:194破四旧、立四新之际，红卫兵、造反派把目光瞄准了知识分子的书房，钱锺书的皮鞋、领带都被红卫兵拿走了，她把家里一些书信等烧掉，《堂吉诃德》的稿子交给了组秘书没收。:198-200时任中共中央政治局常委、中宣部长的陶铸感到学部一天到晚批斗这些上了年纪的“反动学术权威”，用不了几个月他们都会被斗死，于是和陈伯达、关锋、戚本禹等人来学部作了一次讲话，提出不要死盯住“反动学术权威”不放，还要“抓根根、发发、爪爪”，从此学部大乱，互相“混战一场”，斗争方向就分散了，减轻了对杨绛钱锺书等老一辈知识分子的人身迫害。:200
1967年夏季，外文所的“牛鬼蛇神”陆续得到“解放”，从“牛棚”出来叫“下楼”，杨绛是首批“下楼”的二人之一。:201“下楼”之前还得做一番检讨，由于疲劳，杨绛在开会时把“四个大跃进”写成了“四个大妖精”，受到了革命派的严厉批判。:201当时正在发放《毛泽东选集》和毛泽东像章，杨绛也得到了一份，她自认为是革命群众之列。:203过年之后，杨绛打扫储藏室时，从凌乱的废纸堆发现了那包《堂吉诃德》译稿，她打算冒险偷走译稿，却被监视他们的老干部拦截了。:2031968年，共产党多次威逼杨绛的妹妹杨必交代在国际劳工局兼职一事，杨必因“急性心脏衰竭”在“睡梦里去世”。:212杨绛父母和三姑母的墓碑遭到红卫兵砸毁。:212军宣队、工宣队进驻学部之后，杨绛请小组组长帮忙讨要译稿，结果对方置之不理。:204直到下方五七干校前夕，原来的秘书当了学习组长，杨绛在晚上学习时，递给他一个条子，第二天早上他问明情况后找来译稿交给杨绛。:2041969年11月3日，杨绛在学部大门口等公交车，钱锺书走过来低声告诉她“这个月11号我就要走了，我是先遣队”。:206钱锺书被下放到河南信阳地区罗山县“五七干校”，杨绛、钱媛和女婿王德一在火车站给他送别。:208罗山县没有土地可以耕种，“五七干校”也无事可干，不久他们迁至淮河边上的河南息县东岳。:209虽然杨绛自身难保，但是她帮助了被打成“五一六”分子的同事，郑土生在1970年4月7日把自己50元存折和25元现金塞进杨绛办公桌抽屉里，准备自杀，杨绛发现后，把钱还给了他，还附带一张纸条，上面写着“来日方长，要保重身体；要耐心、冷静、坚强。这些钱我不需要，你自己买些生活必需品吧！”，后来郑土生成为莎士比亚研究专家。:210杨绛的女婿王德一在大学里被诬陷为“五一六”分子而受到围剿，最后一次他离开杨绛时说：“妈妈，我不能对群众态度不好，也不能顶撞宣传队。可是我绝不能捏造个名单害人，我也不会撒谎。”:211工宣队领导每天三次批斗王德一，逼迫他交出名单，就在杨绛下方五七干校前夕，王德一含冤自尽。:211多年之后，杨绛在文章中写文化大革命时女婿自杀，没有片言只语，不动声色，巨大的留白，巨大的悲恸。:2111970年7月12日，杨绛下放干校，此次，只有钱媛来给她送行了。:212文化大革命将中国大地变成了人间炼狱，杨绛的同学吴晗、袁震含冤自缢。:212杨绛和七八人一起被分配在菜园干活，杨绛是白天单独看守菜园，她利用闲暇时间看书、写见闻和内心感受。:213因为杨绛和钱锺书宿舍不过十分钟路程，故两人经常私密相会。:213干校后期，杨绛钱锺书等迁往明港，他们俩的住所来往需要五六分钟。:220在这里，杨绛钱锺书可以读带来的工具书、笔记本、碑帖、钱媛寄过来的各种外文报刊，还有同伙之间暗中流通的书籍。:221他们俩借阅了李文俊的《大卫·科波菲尔》，读完归还时，书上写满了铅笔做的各种批注。:221一天，钱锺书和杨绛在菜园约会时，告诉杨绛一件传闻，据说北京打电话给学校干部，叫干校遣送一批“老弱病残”回京，名单上有他。:223几天之后，名单下来，没有钱锺书。:223一天，杨绛问钱锺书，“你悔不悔当初留下来不走？”钱锺书说：“时光倒流，我还是照老样。”:2241972年3月，在周恩来的特别关照下，杨绛和钱锺书作为这一年第一批“老弱病残”人员，离开学校，回到了阔别两年的北京，周恩来调钱锺书回京以“参加毛泽东诗词的英译工作”为名，主要目的是怕他下放干校受折磨而死。:225

### 晚年岁月

#### 译著尖峰
1976年10月，长达十年的混乱终于结束了。:228次年上半年，杨绛和钱锺书移居三里河南沙沟的国务院宿舍，这是钱锺书老同学胡乔木关照的结果。:228杨绛和钱锺书仍然在中国社会科学院里工作。:2291978年，钱锺书的巨著《管锥编》出版，1982年他出任中国社会科学院副院长。:229杨绛从1959年就选中《堂吉诃德》，文化大革命中已经翻译了四分之三，回京之后，经过“点繁”，完成了70多万字的译著，1978年由人民文学出版社出版。:230正好西班牙國王胡安·卡洛斯一世訪問中国，邓小平把它作為禮物送給了西班牙國王。:1811986年10月，西班牙国王奖给75岁的杨绛一枚“智慧国王阿方索十世十字勋章”，表彰她对传播西班牙文化所作的贡献。:181杨绛说起译著，“我翻译的时候，很少逐字逐句地翻，一般都要将几个甚至整段文句子拆散，然后根据原文的精神，按照汉语的习惯重新加以组织。我翻译很慢，平均每天也不过五百字左右。”:2301982年，杨绛被推举为中国翻译家协会理事。:233

#### 笔耕不辍
1979年10月，杨绛的论文集《春泥集》由上海文艺出版社出版。:275
1980年，杨绛读了沈复的《浮生六记》之后，决定写自己在干校的经历，题目叫《干校六记》。:235香港《广角镜》杂志率先刊登了《干校六记》，胡乔木读了之后，他告诉社科院文学研究所的许觉民，认为该书应该在内地出版。:239杨绛的短篇小说集《倒影集》分别由香港文学研究社和人民文学出版社在1981年和1982年出版。:258《洗澡》是杨绛唯一的长篇小说，文学家施蛰存评价它是“半部《红楼梦》加上半部《儒林外史》”。:2741983年11月，杨绛随同中国社会科学院代表团一道到西班牙和英国做学术访问。:285

#### 痛失家人
1996年春季，杨绛女儿钱瑗腰痛加剧，在北京温泉胸科医院，经过专家会诊，确诊是肺癌晚期，1997年3月初，钱瑗预知自己最后的日子来临，提出想见母亲杨绛，4日，钱瑗病逝。:297此时，钱锺书也是卧病在医院，钱锺书大行前对杨绛说的最后一句话是“好好活！”:298次年12月19日清晨，钱锺书匆匆而去。:299女儿和丈夫去世后，杨绛陷入重度失眠，需要在晚上吃两次安眠药。:301
1999年，杨绛邀请德国学者莫芝宜佳和莫律祺夫妇（《围城》德文译者）整理钱锺书的外文笔记，涉及英、法、德、意、西、希腊和拉丁七种外文。:412
在父女两人相继去世后，杨绛更是深居简出，一直到她92岁高龄之时，才重新提笔，打开尘封多年的记忆，写出了她目前最为脍炙人口的散文集《我们仨》。:318其中不仅仅用梦幻的方式讲述了钱锺书和錢瑗生前最后一段时光，而且回忆了很多当年夫妇二人游学欧洲，以及中華人民共和國建立后的种种往事。:320该书当年销量达到50万册。:320
2001年9月7日，杨绛以全家三人的名义，与清华大学签订了《信托协议书》，成立“好读书奖学金”（与钱先生任“中央图书馆”英文总编纂时主编的馆刊同名），杨绛发言说：“1995年钱锺书病重时，我们一家三口共同商定用全部稿费及版税在清华设立一个奖学金，名字就叫‘好读书’，而不用个人名字”。奖学金的宗旨是扶助贫困学生，让那些好读书且能好好读书的贫寒子弟，能够顺利完成学业；期望得奖金的学生，永记‘自强不息、厚德载物’的清华校训，起于自强不息，止于厚德载物，一生努力实践之。”:3062001年捐献的现金是72万元；到2010年春，已是800万元，并翻译英国诗人兰德的诗歌《生与死》表明心志：“我和谁都不争，和谁争我都不屑；我爱大自然，其次就是艺术；我双手烤着生命之火取暖；火萎了，我也准备走了。”
2003年，商务印书馆出版了《容安馆札记》。:4122004年5月，人民文学出版社出版了《杨绛文集》。:3212007年夏天，杨绛的《走到人生边上——自问自答》出版。:3342009年，杨绛开始写《洗澡之后》，2014年4月完工出版。:4032011年，商务印书馆出版《钱锺书中文笔记》（全二十册）。:4122015年年底，《钱锺书外文笔记》（全六辑四十八册附一册）出版，耗时15年，涵盖72卷册，每辑卷首都有编者莫芝宜佳和莫律祺夫妇撰写的简介。:412用杨绛自己的話是：“鍾書他們逃走了，我也想，但我不能走，得留下清理現場。”而整理的結果是，把錢鍾書先生一生中研究學習成就，留給我們子孫後代！
2011年，百岁老人杨绛查出患有心衰，但她依旧乐观豁达，每天读书写作从不间断，晚上一点半睡觉，早上六点半起床，中午休息两小时。吃得很清淡，早上起来喝两杯白开水，再来一勺蜂蜜，稍晚，吃个苹果，随后是一碗牛奶麦片粥，加一颗煮鸡蛋，上午看书之后做八段锦；中午吃米饭、鱼、蔬菜；午觉后吃点水果；晚上吃杂粮熬制的粥。:360健身运动就是室内转圈走动7000步。

#### 逝世
2016年5月25日凌晨1时，杨绛在北京协和医院病逝，享壽104岁。其遗体于5月27日火化，上午9时从北京协和医院起灵，前往八宝山革命公墓。杨绛家中所藏存珍贵文物字画，已于生前全部无偿捐赠中国国家博物馆；而她的书籍、手稿以及其他财产等，亦捐送给国家有关单位，并指定了遗嘱执行人。楊絳過世後，網路盛傳一段話「我們曾如此渴望命運的波瀾，到最後才發現，人生最曼妙的風景，竟是內心的淡定和從容。我們曾如此期盼外界的認可，到最後才知道，世界是自己的，與他人毫無關係」，後被證實並非出自楊絳。
楊絳著有《風》、《窗簾》、《干校六记》、《洗澡》、《我们仨》、《杂忆与杂写》、《走到人生边上：自问自答》等；剧本《称心如意》、《弄真成假》；译著有《堂吉诃德》、《斐多》、《小癩子》等。

## 著作

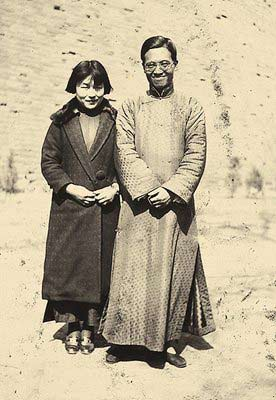
1934年，杨绛和钱锺书在北平。

八十年代以后，杨绛不再将精力放在大作品上，而是偶作回忆性的散文。这些文章虽然都比较短小，但从平淡文字中透露出来的一种朴素而真挚的情感，从大白话中显现出的智慧，至今还被喜爱她的读者津津乐道。

### 話劇劇本
- 《稱心如意》1933年世界书局
- 《弄真成假》1945年世界书局
- 《游戏人间》
- 《风絮》1947年上海出版公司

### 小說
- 《洗澡》1988年三联书店
- 《洗澡之後》 （北京：人民文学出版社，2014.8）（台北：時報出版，2015.3）

### 散文隨筆
- 《幹校六記》1981年三联书店
- 《老王》1984年
- 《將飲茶》1987年三联书店
- 《我們仨》2003年三联书店
- 《走到人生邊上：自问自答》2007年商务印书馆
- 《雜憶與雜寫：楊絳散文集》2015年 時報出版，台灣

### 譯作
- 《小癞子》（流浪汉小说，1951年4月平明出版社首版）[28]
- 《吉尔·布拉斯》（法國文學名著，譯稿經錢鍾書校訂，1956年首版）[29]
- 《堂吉訶德》1978年人民文学出版社（史上第一個從西班牙語原文譯出的漢語全譯本）
- 《斐多:柏拉图对话录之一》（2000：辽宁人民出版社）

## 评价
钱锺书婶婶对杨绛评价说：“上得厅堂，下得厨房；入水能游，出水能跳。”
中国小说学会副秘书长卢翎评价杨绛说：“杨绛的散文平淡、从容而又意味无穷。可谓‘不着一字，尽得风流’。读她的散文更像是聆听一位哲人讲述些烟尘往事，在平静、平淡、平凡中有一种卓越的人生追求。”“（杨先生的）这些散文是我上中国当代文学史课时必讲的篇目。我常对学生们说，先生的作品有一种洞悉世事的深刻，有一种知识分子于乱世固持的良知与操守，还有一种悲天悯人的情怀。这对于当下在浮躁而喧嚣的世界中前行的知识分子独具意义，起码可以使他们理解自己、理解他人，面对宿命更具一种从容、旷达的姿态”。
哲学家周国平评价杨绛说：“这位可敬可爱的老人，我分明看见她在细心地为她的灵魂清点行囊，为了让这颗灵魂带着全部最宝贵的收获平静地上路”。
中国社会科学院外文所专家杨绛的同事郑土生在杨绛百岁生日时献诗《寿星颂》：“静观兴衰具慧眼，看透美丑总无言。才识学德传五洲，崇高心灵享永年。” 